# 山崎淳
山崎 淳（やまざき じゅん、1937年 - ）は、日本の翻訳家、作家、政治評論家。

## 来歴
北海道生まれ。幻想小説、ノンフィクション、政治評論を翻訳するほか、峯崎 淳の筆名で自著も著す。

## 著書
（峯崎淳名義）
- 『海の密謀』（講談社） 1995
- 『大欲 小説河村瑞賢』（講談社） 2001
- 『「動く大地」の鉄道トンネル 世紀の難関「丹那」「鍋立山」を掘り抜いた魂』（交通新聞社新書） 2011

### 共著
- 『病院の検査が楽しくわかる本』（斎藤馨, 山崎淳名義共著、講談社） 1987

## 翻訳
（山崎淳名義）
- 『マルセイユ・シンジケート』（リシャール・ベルダン、立風書房） 1975
- 『ワンウエイチケット』（アレック・サッカレー、立風書房） 1975
- 『心地よく秘密めいたところ』（ピーター・S・ビーグル、月刊ペン社、妖精文庫） 1976、のち創元推理文庫
- 『複製人間の誕生』（デービッド・ロービック、二見書房） 1978
- 『五万二千ドルの罠』（エルモア・レナード、早川書房） 1979、のち文庫
- 『邪龍ウロボロス 上』（E・R・エディスン、月刊ペン社、妖精文庫） 1979、のち改題『ウロボロス』（創元推理文庫）
- 『ジーンの選んだ死』（デレック・ハンフリイ, アン・ウィケット、サンリオ） 1979
- 『殺しの街』（H・グールド、講談社文庫） 1987
- 『老いの医療 延命主義医療に代わるもの』（ダニエル・キャラハン、早川書房） 1990
- 『汝の父の罪 呪われたケネディ王朝』（ロナルド・ケスラー、文芸春秋） 1996
- 『ソニードリーム・キッズの伝説』（ジョン・ネイスン、文藝春秋） 2000、のち文庫
- 『9.11 アメリカに報復する資格はない!』（ノーム・チョムスキー、文藝春秋） 2001、のち文庫
- 『金儲けがすべてでいいのか グローバリズムの正体』（ノーム・チョムスキー、文藝春秋） 2002
- 『氷に刻まれた地球11万年の記憶 温暖化は氷河期を招く』（リチャード・B・アレイ、ソニー・マガジンズ） 2004
- 『戦争請負会社』（P・W・シンガー、日本放送出版協会） 2004

## 参考
- http://bookweb.kinokuniya.co.jp/htm/4167651238.html